# Meganephria
Meganephria là một chi bướm đêm thuộc họ Noctuidae.

## Loài
- Meganephria bimaculosa (Linnaeus, 1767)
- Meganephria cinerea (Butler, 1881)
- Meganephria crassa Kobayashi & Owada, 1996
- Meganephria extensa (Butler, 1879)
- Meganephria funesta (Leech, 1889)
- Meganephria kononenkoi Poole, 1989
- Meganephria laxa Kobayashi & Owada, 1996
- Meganephria parki Kononenko & Ronkay, 1998
- Meganephria retinea Gyulai & Ronkay, 1999
- Meganephria splendida Yoshimoto, 1993
- Meganephria tancrei (Graeser, 1888)
- Meganephria weixleri Hreblay & Ronkay, 1997